# Coccodiella advena
Coccodiella advena är en svampart som först beskrevs av Syd. ex Chardón & Toro, och fick sitt nu gällande namn av I. Hino & Katum. 1968. Coccodiella advena ingår i släktet Coccodiella och familjen Phyllachoraceae.   Inga underarter finns listade i Catalogue of Life.